# Autentikus mozgás
Az Autentikus Mozgás egy improvizációs mozgásgyakorlat, amely lehetővé teszi a résztvevők számára a testtel, mozgással történő szabad asszociációs kifejezést. Mary Starks Whitehouse indította el az 1950-es években, mint a "mozgás mély megnyilvánulása".
Whitehouse (1911-1979) a híres Martha Graham és Mary Wigman tanítványa volt, akiből hivatásos táncos, majd tanár lett. Mivel a jungi gondolkodás iránt érdeklődött, Whitehouse pszichoterapeutának tanult, és miután a táncot és a mozgást beépítette a kliensekkel folytatott foglalkozásaiba, úttörő szerepet vállalt a mozgás és tánc terápiás alkalmazásában. Jung „aktív imagináció” elvei iránt érdeklődve Whitehouse a táncról és Jungról szerzett ismereteit egy kísérleti pszichoterápiába integrálta egy csoportos folyamatban, ahol a résztvevők spontán kifejező mozgáskutatásban vesznek részt. Ez a folyamat később Autentikus Mozgás (AM) néven vált ismertté.
Az alap AM-foglalkozás során a résztvevők kényelmes testhelyzetben kezdenek, csukott szemmel, hogy érzékeljék belső test-lelki folyamataikat. Figyelnek, belső impulzusokra, ingerekre várva, majd hagyják kifejeződni ezeket mozgásban, hangban. A mozgók a térben szabadon mozognak minden előzetes elvárástól, elképzeléstől szabadon. Ez lehetővé teszi az emberek számára, hogy megfigyeljék, megvizsgálják azokat a pszichológiai folyamatokat, amelyek a mozgássá, hanggá válnak.
Whitehouse szerint: "Amikor a mozdulat egyszerű és elkerülhetetlen, és nincs megváltoztatva, bármilyen korlátozott vagy részleges is, akkor az "autentikus"  – valódinak lehet elismerni, az adott személyhez kapcsolódóan." A mozgás akkor válik „autentikussá”, ha az egyén képes megengedni, hogy intuitív impulzusai szabadon, intellektuális irányítás nélkül fejeződjenek ki, szemben a tudatos döntéssel vezérelt mozgással – ez a megkülönböztetés egyértelműnek tűnhet, de gyakorlatilag kihívást jelent. Az egyének egyszerűen odafigyelnek arra, amit érzékszervi szinten éreznek, mivel „a mozgásélmény magja a mozgás és mozgásban való létezés érzete”.

## Fordítás
Ez a szócikk részben vagy egészben  az   Authentic Movement című angol Wikipédia-szócikk ezen változatának fordításán alapul.  Az eredeti cikk szerkesztőit annak laptörténete sorolja fel. Ez a jelzés csupán a megfogalmazás eredetét és a szerzői jogokat jelzi, nem szolgál a cikkben szereplő információk forrásmegjelöléseként.